# 奧克蘭河口

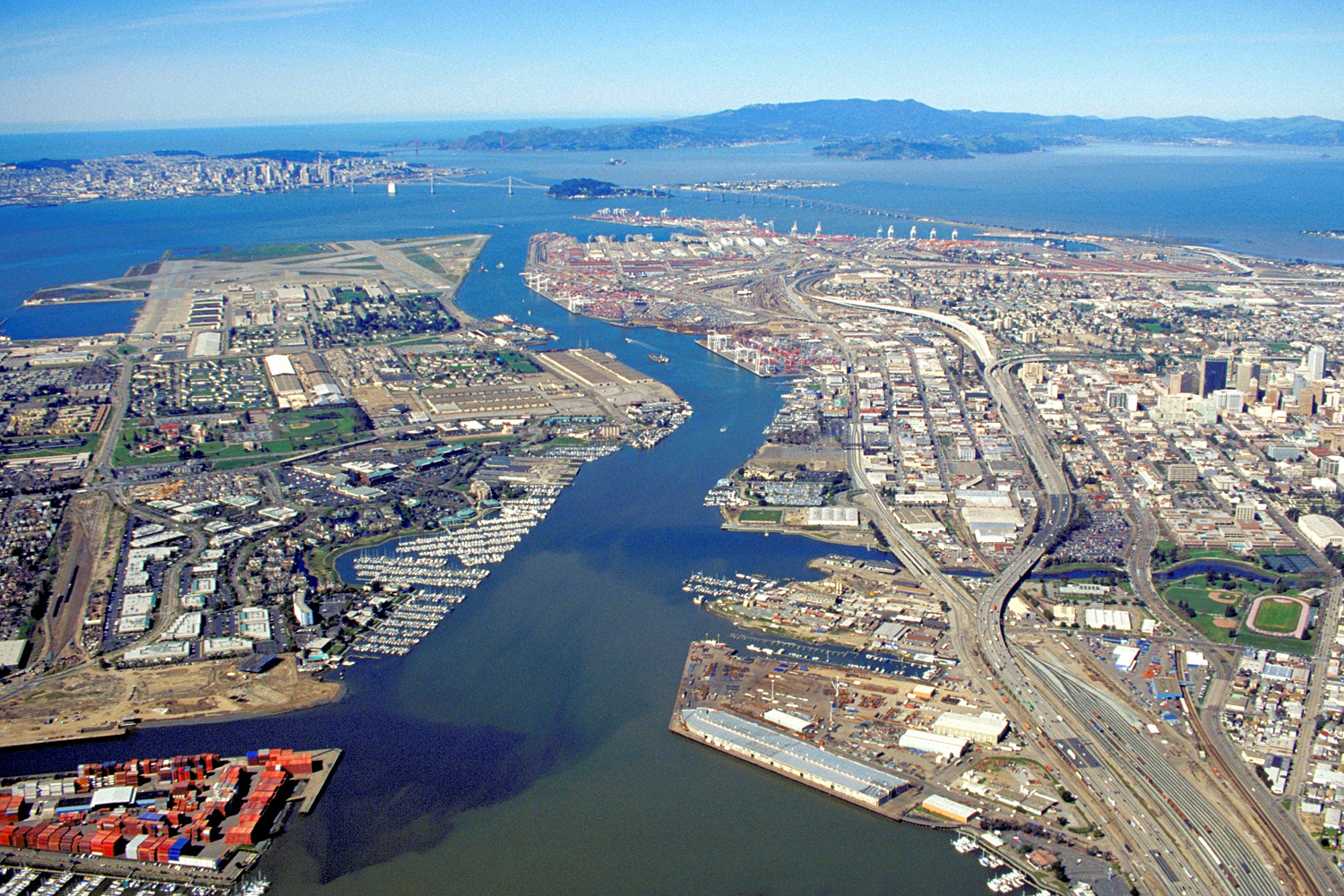
从海岸防卫队岛上方俯瞰奥克兰阿拉米达河口区。左边是阿拉米达，右边是奥克兰，远处是旧金山湾。

奥克兰河口是加利福尼亚州旧金山湾区的一条水道，将奥克兰和阿拉米达市以及阿拉米达岛与东湾大陆隔开。它的西端连接旧金山湾，东端则连接到圣利安卓湾。

## 过河设施
河口可由两条过港水下通道和三座桥梁跨越。它们从西到东依次为：
- 韦伯斯特过港隧道
- 波西过港隧道
- 公园街开闸桥
- 福禄维尔开闸桥
- 高街开闸桥

尽管从公元前 4000 年左右起，居住在当地的美洲原住民部落就已经开始在使用奥克兰-阿拉米达河口，河口最早的历史记录出现在 19 世纪由 Earth Metrics 为美国陆军工程兵团进行的一项研究报告中（Earth Metrics，1990）（Shreffler，1994）。1850年代，奥克兰河口和支流被用于航运；早期的海上贸易以木材和牛皮的运输为大宗。此时美丽湖以西的土地仍然是一片未开发的沼泽地。 1853 年，河口区启动了第一个疏浚工程， 以提供前往旧金山的渡轮服务。到 19 世纪后期，陆上逐渐展开了码头扩建、铁路服务和造船。河口终点与圣利安卓湾之间的陆地被陆军工程兵团开凿成航道，使得阿拉米达在 1913 年由半岛成为一个岛屿。所挖出的土被堆积在当时称为“政府岛”一个小岛，成为今日的海岸防卫队岛。
|  |

1. 波西過港隧道和韋伯斯特街隧道
2. 公園街開閘橋
3. 福祿維爾開閘橋
4. 海街開閘橋
5. 灣田島開閘橋

近年来，一些赛艇俱乐部选择奥克兰-阿拉米达河口作为他们的基地。这些团队包括加州大学伯克利分校赛艇队、加州赛艇俱乐部、伯克利高中船员队、阿尔忒弥斯赛艇俱乐部、奥克兰技术高中赛艇队、东湾赛艇俱乐部和奥克兰史塔克斯队。
- 奧克蘭港
- 阿拉米達海軍基地
- 傑克.倫敦廣場
- “Potomac”号AG-25
- 美麗湖
- 海岸防衛隊島